# 230 (număr)
230 (două sute treizeci) este numărul natural care urmează după 229 și precede pe 231 într-un șir crescător de numere naturale.

## În matematică
230:
- Este un număr par.
- Este un număr compus.[1]
- Este un număr deficient.[2][3]
- Este un număr fericit.[4][5]
- Este un număr nontotient.[6][7]
- Este un număr sfenic.[8]
- Este suma numerelor coprime a primilor 27 de numere întregi.
- Este un număr repdigit și palindromic în bazele 22 (AA22), 45 (5545), 114 (22114) și 229 (11229).
- În bazele 2, 6, 10, 12, 23 (și alte 16 baze) este un număr harshad.[9]

## În știință

### În astronomie
- Obiectul NGC 230 din New General Catalogue este o galaxie spirală cu o magnitudine 14,7 în constelația Balena.
- 230 Athamantis este un asteroid din centura principală.
- 230P/LINEAR este o cometă periodică din sistemul nostru solar.

## În alte domenii
230 se poate referi la:
- 230 V, tensiunea fazelor rețelei electrice de joasă tensiune, pentru uz casnic, în multe țări (din 1987 unele, printre care și România, au trecut de la tensiunea de 220 V la cea de 230 V).